# 카니베크 오스모날리예프
카니베크 오스모날리예비치 오스모날리예프(러시아어: Каныбек Осмоналиевич Осмоналиев, 1953년 11월 19일 ~ )은 전 소련의 역도 선수이며, 올림픽과 세계 챔피언이었다.
키르기스 소비에트 사회주의 공화국 프룬제에서 태어난 오스모날리예프는 1980년 모스크바 올림픽에서 플라이급 부문의 금메달을 획득하였다.